# Église Sainte-Catherine de Turku
Pour les articles homonymes, voir église Sainte-Catherine.
L'église Sainte-Catherine (en finnois : Pyhän Katariinan kirkko) est une église médiévale en pierre située dans le quartier Nummi de Turku en Finlande,,.

## Présentation
L'église Sainte-Catherine est l'église médiévale, qui, avec ses jardins, reflète la relation étroite de la paroisse avec l'académie de Turku.
La zone de l'église est habitée depuis la préhistoire et elle est connue entre-autres pour son cimetière de l'âge du fer.
L'église Sainte-Catherine fait partie d'un groupe dense d'églises médiévales en aval du fleuve Aura.
De l'église Sainte-Catherine on a une vue sur la cathédrale de Turku.

## Histoire
L'église actuelle en pierre a été précédée par une ancienne église inaugurée par l'évêque Hemming de Turku et l'évêque Thomas de Växjö le 23 janvier 1351,.
En 1396, des frères des victuailles, pillent et brûlent l'ancienne église.
Les travaux de construction de la nouvelle église commencent au début du XVe siècle.
L'église est dédiée à Sainte Catherine d'Alexandrie, une sainte revérée par les Dominicains.

## Architecture et décorations
La nef a piliers octogonaux.
Les décorations végétales de la voûte et les peintures sur le thème des évangélistes sont stylistiquement proches de l'école Pietari Henrikinpoika de la seconde moitié du XVe siècle.
Les peintures représentant les apôtres sur la balustrade et la façade de l'orgue sont  peintes par Jonas Bergman (fi) en 1759-1760 et le retable représentant l'Eucharistie est aussi son œuvre.

## Cimetière
Le cimetière a trois tombeaux : le tombeau en brique au toit de tuiles de la famille Gadolin de 1785, le tombeau octogonal de la famille Winter de 1791 et la tombeau de style haut empire de la famille Frenckell de 1818.
Le sarcophage de style néoclassique en granite rouge de Mathias Calonius, professeur de droit à l'académie de Turku, est l'une des pierres tombales les plus importantes de Finlande.
Il a été érigé en 1822. La clôture et d'autres pièces de fer autour du monument ont été coulées dans la fonderie de Samuel Owen à Stockholm.
Le beffroi de style néoclassique en briques, qui servait de portail au cimetière, date de 1826.

## Environnement culturel
La direction des musées de Finlande a classé l'église Sainte-Catherine et son entourage parmi les sites culturels construits d'intérêt national en Finlande.
L'environnement de l'église comprend le cimetière, le beffroi de 1826, la place d'église avec ses clôtures et les maisons d'origine du village de Nummi à Kaarina dont le presbytère qui sont à leur place d'origine.